# Automotive Design and Development
Automotive Design and Development Ltd (ADD) fue una compañía inglesa que desarrolló un automóvil kit car futurista conocido como Nova. La empresa tuvo su sede en Southampton de 1971 a 1973 y luego se mudó a Accrington, Lancashire, hasta 1975. Cuando la empresa fracasó le vendió los derechos del Nova a Vic Elam, quien fundó una nueva compañía llamada "Nova Cars" en Mirfield, West Yorkshire en 1978. Esta continuó hasta 1990. Durante la década de 1990 el Nova tuvo una baja producción por Nova Developments en Cornwall y la compañía fue vendida a Shashi Vyas cuya compañía, Aerotec Nova, tenía su sede en Londres. Luego de 1996 no se produjeron ejemplares aunque aún quedan carrocerías en Cornwall.

## El Nova

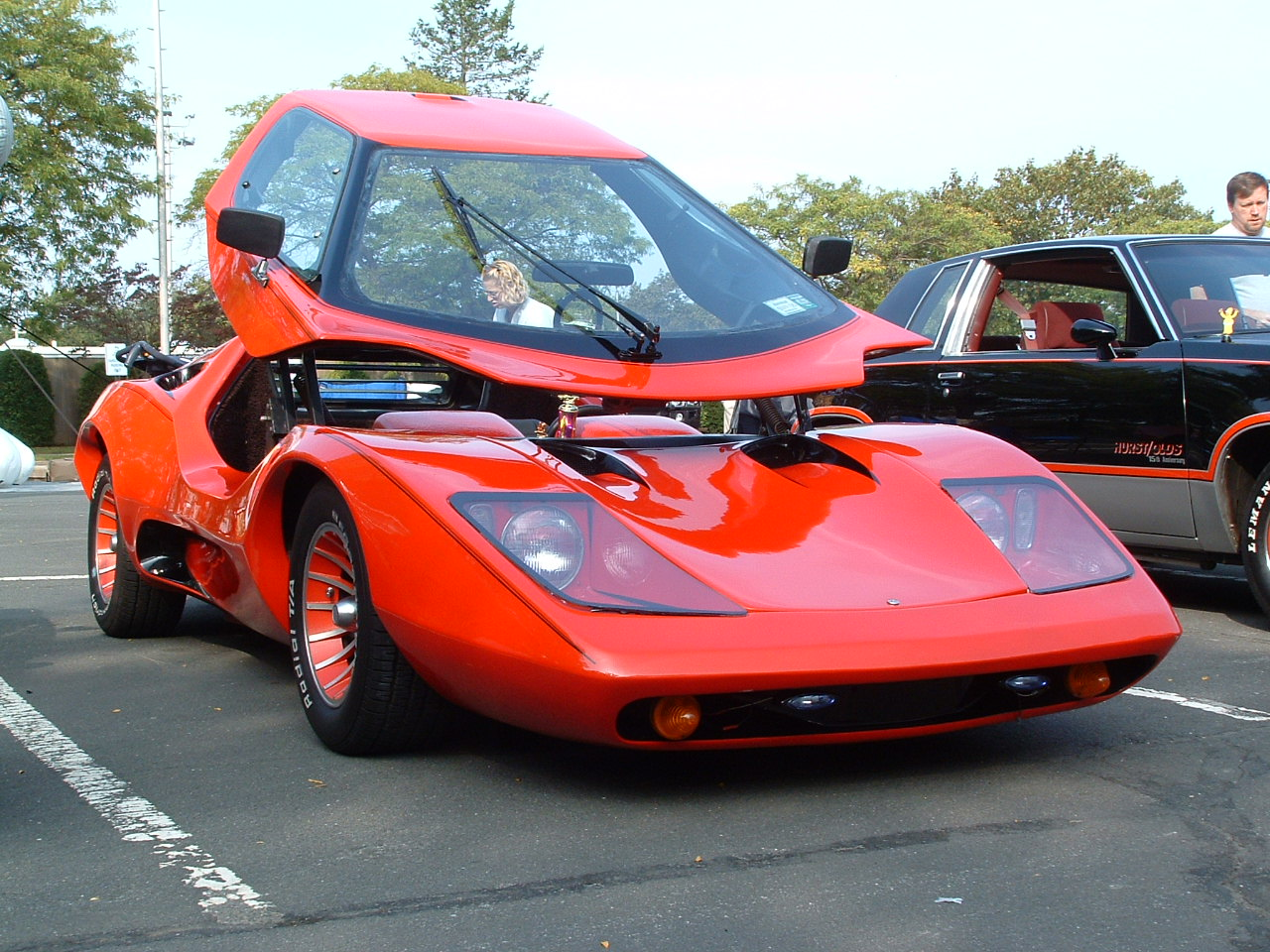
Nova.

El automóvil fue diseñado por Richard Oakeswith con la colaboración de Phil Sayers en la parte de ingeniería. Tenía dos asientos y una puerta tipo cúpula que se abría hacia arriba, combinando el Ford GT40 y el Lamborghini Miura en una cubierta de fibra de vidrio en el chasis y la mecánica de un VW Beetle.
Se construyeron versiones del Nova bajo licencia en Austria (llamado Ledl), Australia (Purvis Eureka), en Francia (Défi), en Italia (Totem y Puma), en Nueva Zelandia (Escorpión), Sudáfrica (Eagle), en Estados Unidos (Sterling y Sovran) y en Zimbabue (Tarantula). También se produjeron muchos vehículos similares sin licencia. Algunas versiones tenían faros que se escondían y puertas de ala de gaviota, pero manteniendo la silueta básica.
Versiones del Nova han aparecido en numerosas películas, incluyendo Cannonball Run II, Death Race 2000, Winners and Sinners y Condorman